# Кабужское
Кабужское — деревня в Ступинском районе Московской области России в составе городского поселения Ступино (до 2006 года входила в Городищенский сельский округ). На 2016 год в Кабужском одна улица — Соколиная. Впервые в исторических документах упоминается в 1577 году.
Кабужское расположено на юго-востоке района, на левом берегу реки Хочёмки, в устье безымянного левого притока, высота центра деревни над уровнем моря — 183 м. Ближайшие населённые пункты: примыкающая на западе Каменка и Ольхово — около 1 км на север.
В Кабужском родился Промыслов Владимир Фёдорович — председатель исполкома Моссовета (советский аналог должности мэра Москвы) в 1963—1985 годах.

## Население
| 2002 | 2006 | 2010 |
| ---- | ---- | ---- |
| 4    | →4   | ↗12  |